# Dysaphis crithmi
Dysaphis crithmi är en insektsart. Dysaphis crithmi ingår i släktet Dysaphis och familjen långrörsbladlöss. Inga underarter finns listade i Catalogue of Life.